# Cantón de Couiza
El cantón de Couiza era una división administrativa francesa, que estaba situada en el departamento de Aude y la región de Languedoc-Rosellón.

## Composición
El cantón estaba formado por veintidós comunas:
- Antugnac
- Arques
- Bugarach
- Camps-sur-l'Agly
- Cassaignes
- Conilhac-de-la-Montagne
- Couiza
- Coustaussa
- Cubières-sur-Cinoble
- Fourtou
- La Serpent
- Luc-sur-Aude
- Missègre
- Montazels
- Peyrolles
- Rennes-le-Château
- Rennes-les-Bains
- Roquetaillade
- Serres
- Sougraigne
- Terroles
- Valmigère

## Supresión del cantón de Couiza
En aplicación del Decreto n.º 2014-204 de 21 de febrero de 2014, el cantón de Couiza fue suprimido el 22 de marzo de 2015 y sus 22 comunas pasaron a formar parte del nuevo cantón del Alto Valle del Aude (de marzo de 2015 a enero de 2016 llamado Cantón de Quillan).